# Supercoupe du Japon de football 2025
Navigation
Édition précédente Édition suivante
L'édition 2025 de la Supercoupe du Japon, officiellement nommée FUJI FILM Super Cup 2025, est la 32e édition de la Supercoupe du Japon qui se déroule au Stade national.
Les règles du match sont les suivantes : la durée de la rencontre est de 90 minutes, puis, en cas de match nul, les deux équipes se départageront directement lors d'une séance de tirs au but.
Le match oppose le Vissel Kobe, champion de la J League 2024 et vainqueur de la Coupe du Japon 2024 face au Sanfrecce Hiroshima vice-champion de la J League 2024.

## Feuille de match
| Kobe ·           |                   |     |
| Titulaires :     |                   |     |
|                  |                   |     |
| 21               | Shōta Arai        |     |
| 44               | Mitsuki Hidaka    | 85e |
| 04               | Tetsushi Yamakawa |     |
| 31               | Takuya Iwanami    |     |
| 22               | Haruka Motoyama   | 64e |
| 05               | Mitsuki Saito     |     |
| 30               | Kakeru Yamauchi   |     |
| 35               | Niina Tominaga    |     |
| 02               | Nanasei Iino      | 46e |
| 13               | Daiju Sasaki      | 64e |
| 20               | Yuta Koike        | 64e |
|                  |                   |     |
| Remplaçants :    |                   |     |
| 01               | Daiya Maekawa     |     |
| 03               | Matheus Thuler    |     |
| 15               | Yuki Honda        |     |
| 24               | Gōtoku Sakai      | 64e |
| 06               | Takahiro Ogihara  |     |
| 11               | Yoshinori Muto    | 64e |
| 14               | Koya Yuruki       | 46e |
| 25               | Yuya Kuwasaki     | 85e |
| 10               | Yuya Osako        | 64e |
|                  |                   |     |
| Entraîneur :     |                   |     |
| Takayuki Yoshida |                   |     |

| Hiroshima ·    |                  |     |
| Titulaires :   |                  |     |
|                |                  |     |
| 01             | Keisuke Osako    |     |
| 33             | Tsukasa Shiotani |     |
| 04             | Hayato Araki     |     |
| 19             | Sho Sasaki       |     |
| 15             | Shuto Nakano     | 89e |
| 14             | Satoshi Tanaka   | 69e |
| 35             | Yotaro Nakajima  |     |
| 24             | Shunki Higashi   | 69e |
| 51             | Mutsuki Kato     | 89e |
| 30             | Tolgay Arslan    | 76e |
| 09             | Ryo Germain      |     |
|                |                  |     |
| Remplaçants :  |                  |     |
| 21             | Yudai Tanaka     |     |
| 03             | Taichi Yamasaki  |     |
| 06             | Hayao Kawabe     | 69e |
| 13             | Naoto Arai       | 89e |
| 18             | Daiki Suga       | 69e |
| 20             | Shion Inoue      |     |
| 32             | Sota Koshimichi  | 89e |
| 11             | Makoto Mitsuta   |     |
| 39             | Sota Nakamura    | 76e |
|                |                  |     |
| Entraîneur :   |                  |     |
| Michael Skibbe |                  |     |

| Kobe ·           |                   |     |
| Titulaires :     |                   |     |
|                  |                   |     |
| 21               | Shōta Arai        |     |
| 44               | Mitsuki Hidaka    | 85e |
| 04               | Tetsushi Yamakawa |     |
| 31               | Takuya Iwanami    |     |
| 22               | Haruka Motoyama   | 64e |
| 05               | Mitsuki Saito     |     |
| 30               | Kakeru Yamauchi   |     |
| 35               | Niina Tominaga    |     |
| 02               | Nanasei Iino      | 46e |
| 13               | Daiju Sasaki      | 64e |
| 20               | Yuta Koike        | 64e |
|                  |                   |     |
| Remplaçants :    |                   |     |
| 01               | Daiya Maekawa     |     |
| 03               | Matheus Thuler    |     |
| 15               | Yuki Honda        |     |
| 24               | Gōtoku Sakai      | 64e |
| 06               | Takahiro Ogihara  |     |
| 11               | Yoshinori Muto    | 64e |
| 14               | Koya Yuruki       | 46e |
| 25               | Yuya Kuwasaki     | 85e |
| 10               | Yuya Osako        | 64e |
|                  |                   |     |
| Entraîneur :     |                   |     |
| Takayuki Yoshida |                   |     |

| Hiroshima ·    |                  |     |
| Titulaires :   |                  |     |
|                |                  |     |
| 01             | Keisuke Osako    |     |
| 33             | Tsukasa Shiotani |     |
| 04             | Hayato Araki     |     |
| 19             | Sho Sasaki       |     |
| 15             | Shuto Nakano     | 89e |
| 14             | Satoshi Tanaka   | 69e |
| 35             | Yotaro Nakajima  |     |
| 24             | Shunki Higashi   | 69e |
| 51             | Mutsuki Kato     | 89e |
| 30             | Tolgay Arslan    | 76e |
| 09             | Ryo Germain      |     |
|                |                  |     |
| Remplaçants :  |                  |     |
| 21             | Yudai Tanaka     |     |
| 03             | Taichi Yamasaki  |     |
| 06             | Hayao Kawabe     | 69e |
| 13             | Naoto Arai       | 89e |
| 18             | Daiki Suga       | 69e |
| 20             | Shion Inoue      |     |
| 32             | Sota Koshimichi  | 89e |
| 11             | Makoto Mitsuta   |     |
| 39             | Sota Nakamura    | 76e |
|                |                  |     |
| Entraîneur :   |                  |     |
| Michael Skibbe |                  |     |